# Louisville (Illinois)
Louisville ist ein Village am Little Wabash River (einem rechten Nebenfluss des Wabash River) und Verwaltungssitz des Clay County im US-amerikanischen Bundesstaat Illinois. Das U.S. Census Bureau hat bei der Volkszählung 2020 eine Einwohnerzahl von 1136 ermittelt.

## Geografie
Louisville liegt auf 38°46'17" nördlicher Breite und 88°30'23" westlicher Länge. Die Stadt erstreckt sich über eine Fläche von 1,8 km², die ausschließlich aus Landfläche besteht.
Louisville liegt am Little Wabash River, der wenige Kilometer unterhalb des 127 km südöstlich gelegenen New Haven in den Wabash River mündet.
Durch Louisville führt der in Nord-Süd-Richtung verlaufende U.S. Highway 45, der im Zentrum des Ortes auf eine Reihe untergeordneter Straßen trifft. Bei Flora, das 10,6 km südlich von Louisville liegt, trifft der Highway 45 auf den U.S. Highway 50.
Von Louisville sind es 173 km in westlicher Richtung nach St. Louis in Missouri, Illinois’ Hauptstadt Springfield liegt 185 km im Nordwesten, Chicago 377 km im Norden. Über das 150 km entfernt liegende Terre Haute sind es 264 km in nordöstlicher Richtung nach Indianapolis in Indiana. Louisville, die größte Stadt Kentuckys und Namensschwester, liegt 281 km in ostsüdöstlicher Richtung und Tennessees Hauptstadt Nashville 406 km in südsüdöstlicher Richtung.

## Demografische Daten
Bei der Volkszählung im Jahre 2000 wurde eine Einwohnerzahl von 1242 ermittelt. Diese verteilten sich auf 503 Haushalte in 312 Familien. Die Bevölkerungsdichte lag bei 690,0/km². Es gab 543 Gebäude, was einer Bebauungsdichte von 301,7/km² entsprach.
Die Bevölkerung bestand im Jahre 2000 aus 99,3 % Weißen, 0,2 % Afroamerikanern, 0,2 % Indianern, 0,1 % Asiaten und 0,2 % anderen. 0,1 % gaben an, von mindestens zwei dieser Gruppen abzustammen. 0,4 % der Bevölkerung bestand aus Hispanics, die verschiedenen der genannten Gruppen angehörten.
26,3 % waren unter 19 Jahren, 5,9 % zwischen 20 und 24, 24,5 % von 25 bis 44, 21,9 % von 45 bis 64 und 21,4 % 65 und älter. Das durchschnittliche Alter lag bei 39 Jahren. Die Bevölkerung setzte sich aus 48 % männlichen und 52 % weiblichen Einwohnern zusammen.
Das durchschnittliche Einkommen pro Haushalt betrug $25.250, das durchschnittliche Familieneinkommen $35.673. Das Einkommen der Männer lag durchschnittlich bei $21.719, das der Frauen bei $24.464. Das Pro-Kopf-Einkommen belief sich auf $13.119. Rund 13,1 % der Familien und 18,9 % der Gesamtbevölkerung lagen mit ihrem Einkommen unter der Armutsgrenze.

## Persönlichkeiten
- Bailey Zimmerman (* 2000), Countrysänger